# Греческие учёные Возрождения

## Введение
В последние два века своей истории Византийская империя стала маленьким и политически слабым христианским государством. Но Византия по-прежнему оставалась великой державой в духовной и культурной сферах. Первыми византийскими учёными в Западной Европе стали выходцы из грекоязычной Южной Италии, после того как Византийская империя потеряла контроль над своими италийскими провинциями (Южная Италия). Упадок Византийской империи (1203—1453), продолжающееся турецкое нашествие и наконец Падение Константинополя (1453) стали причиной огромной волны эмиграции на Запад, включая учёных, продолжавшейся до XVI века. Греческие историки по-разному относятся к «тем, что ушли». Папаригопулос с излишней суровостью обвиняет их в том, что они в эпоху испытаний оставили свой народ в рабстве и во тьме. Фотиадис пишет, что сотни греческих учёных, оставивших в течение XV века последние осколки Византии и подконтрольные Венеции греческие земли, «перестали быть частью греческого просвещения и своими знаниями способствовали быстрой плодоносности итальянского Возрождения». Употребляя сегодняшний термин «утечка мозгов», современный греческий историк А. Е. Вакалопулос пишет, что «эти учёные пересадили на Запад семена эллино-византийской культуры, которым грозила гибель». Эта эмиграция византийских учёных рассматривается многими исследователями как ключ к возрождению греческих и римских исследований, что характеризовало Ренессансный гуманизм. Среди эмигрантов были гуманисты, поэты, писатели, издатели, преподаватели, музыканты, астрономы, архитекторы, учёные естественных наук, художники, книжники, философы, политики и богословы.
Греческое Палеологовское возрождение, прерванное турками, уже обратило свои взоры к древности. Многие византийские учёные той эпохи именовали себя уже не ромеями, а вновь эллинами. У них учились западные учёные, которые «после катастрофы 1453 года» продолжили сами преклонение палеологовых греков перед античным миром. Посредством своего «обновлённого эллинизма», в годы Палеологовского Возрождения, Византия ещё раз оказала огромное влияние на Запад.
Византийские учёные принесли в Западную Европу намного более масштабное и лучше сохранённое знание своей (греческой) цивилизации.
Их основной ролью в ренессансном гуманизме было преподавание современного (средневекового) и ещё в большей степени — древнего греческого языка своим западным коллегам в университетах или в частном порядке, вместе с распространением древних текстов.
Их предшественниками были южные итальянцы Варлаам Калабрийский и Леонтиос Пилатос, чьё влияние на первых ренессансных гуманистов является неоспоримым.
Папа Григорий XIII основал в Риме Греческую Папскую Коллегию (Collegio Pontifico Greco) для приёма молодых греческих беженцев в Италии, а также других эмигрантов, следовавших греческому обряду. Эти молодые люди должны были изучить священные науки, чтобы позже распространить их среди своих соотечественников и облегчить воссоединение разделившихся церквей. Строительство Коллегии и Церкви Святого Афанасия, соединённых мостом через Дорогу греков (Via dei Greci), начались одновременно. В том же году (1577) прибыли первые студенты, которые до завершения строительства Коллегии были размещены в разных зданиях.
Кроме южных итальянцев, которые населяли бывшие византийские территории полуострова и которые ещё оставались грекоязычными и связанными с византийской культурой, к 1500 году греческая община Венеции насчитывала 5 000 человек. Венеция, которая первой подточила основания и мощь Константинополя, стала в конечном итоге, благодаря свободному выбору греческих эмигрантов, самой богатой наследницей Византии. Библиотека Виссарионa была перевезена сюда ещё до его смерти, в 1472 году, и для многих греков этот богатый византийскими элементами город стал самым сносным местом ссылки. Венецианцы к тому же правили Критом и Далмацией, где также осели тысячи греческих беженцев из Константинополя, Фессалоник и других византийских центров. Крит в особенности стал известен своей школой иконописи (Критская школа), которая после 1453 года стала наиболее важной в греческом мире.

## Вклад греческих учёных в итальянский Ренессанс
Идеи из древнего Рима уже были популярны среди учёных XIV века, и их важность для Возрождения не оспаривается. Но современный немецкий исследователь Вальтер Бершин повторяет тезис Траубе, что «в литературе не было никакой прямой линии, соединяющей Возрождение и Античный мир (и обходящей Средневековье)», и что «ни один римский автор не был обнаружен впервые»
При этом Бершин повторяет известную фразу Брукера (D.J.R. Brucker), что «за латинским языком постоянно присутствует шёпот греческого».
Западные учёные постоянно сталкивались в латинских текстах с цитатами, выдержками и ссылками на греческом. Когда первые западные гуманисты «выразили свой живой интерес и ностальгию к греческим источникам, настал час, когда греческая грамматика могла получить широкий отклик, и Мануил Хрисолор, преподававший греческий в университете Флоренции с 1397 года, написал в качестве учебного пособия свои „Вопросы греческого языка“».
Хрисолор, прибывший на Запад с просьбой о помощи, как посланник императора Мануила II, в эпоху, когда Запад «интересовался более духом греков, нежели сохранением их государственности», ознаменовал начало новой университетской греческой традиции, начало «открытия» греческих авторов и их массовых переводов.
Ещё большее признание у гуманистов в дальнейшем получил Феодор Газа своим «Грамматическим вступлением»
Тексты и идеи, принесённые из Византии, оказали влияние на западный гуманизм, философию и науки.
Вставшая рядом с идеями Аристотеля философия Платона повлияла на Возрождение, вызвав дебаты о месте человека в Вселенной, о бессмертии души, о способности человека усовершенствовать себя посредством добродетели.
Расцвет философских работ в XV веке возродил влияние древнегреческой философии и науки на Возрождение. Отзвук этих изменений прошёл через века, последовавшие после Возрождения, не только в работах гуманистов, но и также в образовании и в духовных ценностях Европы и западного общества до сегодняшних дней.
Динос Яннакопулос в своей работе о вкладе византийских учёных в Возрождение суммирует их вклад в трёх больших сдвигах эпохи Возрождения:
1. В Флоренции начала XIV века акцент переместился с риторики на метафизическую философию, благодаря появлению и истолкованию текстов Платона.
2. В городах Венеция-Падуя уменьшилось господство аверроизма в интерпретации Аристотеля в науке и философии, поскольку его дополнили византийские традиции, использовавшие древних и византийских комментаторов Аристотеля.
3. В начале и середине XV века в Риме не преобладала какая-либо философская школа, вместо этого издавались более достоверные версии греческих текстов, затрагивавших все области гуманизма и науки, а также  осваивалось наследие греческих отцов церкви.

Едва ли меньшим было прямое или косвенное влияние византийцев на экзегетику Нового Завета; так, Лоренцо Валла, вдохновлённый Виссарионом, исправлял латинскую Вульгату в свете греческих текстов.

## Некоторые из известных греческих учёных
- Мануил Хрисолор — Флоренция, Павия, Рим, Венеция, Милан
- Плифон — учитель Виссариона Никейского
- Виссарион Никейский
- Георгий Трапезундский — Венеция, Флоренция, Рим
- Феодор Газа — первый декан университетов Феррары, Неаполя и Рима
- Иоанн Аргиропул — Университеты Флоренции и Рима
- Лаоник Халкокондил
- Димитрий Халкокондил — Милан
- Константин Ласкарис — Мессинский университет
- Димитрий Кидонис
- Максим Грек — учился в Италии до переезда в Россию
- Коттуниос, Иоаннис — Падуя
- Варлаам Калабрийский — у него учился греческому также Франческо Петрарка
- Маруллос, Михаил — Анкона и Флоренция
- Аллаций, Лев — Рим, библиотекарь библиотеки Ватикана
- Пилатос, Леонтиос — у него учился греческому также Джованни Боккаччо
- Максим Плануд — Рим и Венеция
- Атуманос, Симон — епископ Джераче
- Исидор (митрополит Киевский)
- Георгий Эрмоним — Парижский университет, его учениками были Эразм Роттердамский, Рейхлин, Иоганн, Бюде, Гийом и Якоб Фабер
- Андроник Каллист — Рим
- Каллиерги, Захария — Рим
- Мавролико, Франческо — математик и астроном из Сицилии.
- Филарас, Леонардос — учёный, писатель, медик и дипломат, советник при французском дворе
- Мусалус, Андреас — Венеция, математик, архитектор, философ
- Калафатис, Георгиос — Венеция и Падуя, теоретическая и практическая медицина
- Кигалас, Иоаннис — Венеция и Падуя, философия, медицина, право
- Каллиакис, Николаос — Рим, Венеция, Падуя, философия, беллетристика
- Мусурос, Маркос — Падуя, Венеция, Рим, издатель и филолог

## Некоторые из известных художников
- Эль Греко — художник с Крита, Италия, Испания
- Базаити, Марко — художник
- Василакис, Антониос — художник с острова Милос, работал в Венеции с Паоло Веронезе
- Михаил Дамаскин — Венеция, художник с Крита
- Тзанес, Эммануил — Венеция, художник из Крита